# Hugo Gross
Hugo Otto Gross (* 9. November 1888 in Upidamischken; † 1. November 1968 in Bamberg) war ein deutscher Lehrer und Botaniker. Sein botanisches Autorenkürzel lautet „H.Gross“.

## Leben
Hugo Gross legte 1908 am Realgymnasium in Tilsit die Reifeprüfung ab und studierte anschließend an der Universität Königsberg. 1912 wurde er bei Johannes Abromeit mit seiner Arbeit über Beiträge zur Kenntnis der Polygonaceen summa cum laude promoviert. Am 1. März 1913 schloss er seine Studienzeit mit dem Staatsexamen für das höhere Lehramt in den Fächern Botanik, Zoologie, Chemie, Mineralogie und Physik ab und wurde anschließend Lehrer in Tilsit. Von 1916 bis 1918 leistete er Militärdienst. Im Mai 1919 wurde Gross als Studienrat nach Allenstein berufen.
Die Flucht aus Ostpreußen gegen Ende des Zweiten Weltkriegs führte ihn von Königsberg über Eberswalde nach Freiberg in Sachsen, wo die Familie vom Geologen Rudolf Grahmann aufgenommen wurde. Nach einem gescheiterten Fluchtversuch nach Bayern wurde er bei Eger interniert. Eine septische Kniegelenkentzündung im Lager Wiesenthal bei Asch führte dazu, dass sein Bein steif wurde. Der tschechoslowakische Prähistoriker Karel Absolon erwirkte, dass die Familie Gross, wenn auch unter äußerst beschwerlichen Umständen, im Januar 1946 nach Selb gebracht werden konnte. Eine in Aussicht gestellte Anstellung am Moor-Institut in Hannover musste er ablehnen, da er aus gesundheitlichen Gründen nicht mehr zur Geländearbeit fähig war. Gross erhielt durch Vermittlung seiner Ehefrau eine Anstellung als Studienrat am humanistischen Alten Gymnasium in Bamberg, dem jetzigen Kaiser-Heinrich-Gymnasium, und wurde im Februar 1954 als Gymnasialprofessor pensioniert.
Hugo Gross ist Erstbeschreiber zahlreicher botanischer Taxa. Sein wissenschaftlicher Schwerpunkt lag auf der Erforschung der
Klima- und Vegetationsgeschichte, der Vorgeschichte und der Quartärgeologie Ostpreußens.
1940 wurde er zum Mitglied der Leopoldina gewählt. Er war Mitglied der Königsberger Gelehrten Gesellschaft und erhielt 1942 als erster den mit 3000 RM dotierten Forschungspreis für freischaffende Forscher in Königsberg. Die Heidelberger Akademie der Wissenschaften ernannte ihn 1953 zum korrespondierenden Mitglied. 1956 verlieh ihm die Mathematisch-Naturwissenschaftliche Fakultät der Universität Bonn die Würde eines Ehrendoktors und 1958 erhielt er die „Medaille bene merenti“ in Silber der Bayerischen Akademie der Wissenschaften. 1957 wurde er Ehrenmitglied der Medizinisch-Physikalischen Sozietät Erlangen. Die Universität Göttingen verlieh ihm die Gauß-Weber-Medaille.

## Schriften
- Ostpreußens Moore mit besonderer Berücksichtigung ihrer Vegetation. In: Schriften der Physikalisch-Ökonomischen Gesellschaft zu Königsberg. 53, 1912, S. 183–264 Digitalisat
- Beiträge zur Kenntnis der Polygonaceen. In: Botanische Jahrbücher fur Systematik, Pflanzengeschichte und Pflanzengeographie. 49, 1913, S. 234–339 Digitalisat